# Rhotanella lautereri
Rhotanella lautereri är en insektsart som beskrevs av Bernhard Zelazny 1981. Rhotanella lautereri ingår i släktet Rhotanella och familjen Derbidae. Inga underarter finns listade i Catalogue of Life.